# Stamboom Alexandra van Denemarken
Dit is de stamboom van Alexandra van Denemarken (1844-1925).
| Grootouders                                                                                    | Frederik Willem van Sleeswijk-Holstein-Sonderburg-Glücksburg (1785-1831) x 1810 Louise Carolina van Hessen (1789-1867) | Frederik Willem van Sleeswijk-Holstein-Sonderburg-Glücksburg (1785-1831) x 1810 Louise Carolina van Hessen (1789-1867) | Frederik Willem van Sleeswijk-Holstein-Sonderburg-Glücksburg (1785-1831) x 1810 Louise Carolina van Hessen (1789-1867) | Frederik Willem van Sleeswijk-Holstein-Sonderburg-Glücksburg (1785-1831) x 1810 Louise Carolina van Hessen (1789-1867) | Frederik Willem van Sleeswijk-Holstein-Sonderburg-Glücksburg (1785-1831) x 1810 Louise Carolina van Hessen (1789-1867) | Frederik Willem van Sleeswijk-Holstein-Sonderburg-Glücksburg (1785-1831) x 1810 Louise Carolina van Hessen (1789-1867) | Frederik Willem van Sleeswijk-Holstein-Sonderburg-Glücksburg (1785-1831) x 1810 Louise Carolina van Hessen (1789-1867) | Frederik Willem van Sleeswijk-Holstein-Sonderburg-Glücksburg (1785-1831) x 1810 Louise Carolina van Hessen (1789-1867) | Frederik Willem van Sleeswijk-Holstein-Sonderburg-Glücksburg (1785-1831) x 1810 Louise Carolina van Hessen (1789-1867) | Frederik Willem van Sleeswijk-Holstein-Sonderburg-Glücksburg (1785-1831) x 1810 Louise Carolina van Hessen (1789-1867) | Frederik Willem van Sleeswijk-Holstein-Sonderburg-Glücksburg (1785-1831) x 1810 Louise Carolina van Hessen (1789-1867) | Frederik Willem van Sleeswijk-Holstein-Sonderburg-Glücksburg (1785-1831) x 1810 Louise Carolina van Hessen (1789-1867) | Frederik Willem van Sleeswijk-Holstein-Sonderburg-Glücksburg (1785-1831) x 1810 Louise Carolina van Hessen (1789-1867) | Willem van Hessen-Kassel (1787-1867) x 1810 Louise Charlotte van Denemarken (1789-1864) | Willem van Hessen-Kassel (1787-1867) x 1810 Louise Charlotte van Denemarken (1789-1864) | Willem van Hessen-Kassel (1787-1867) x 1810 Louise Charlotte van Denemarken (1789-1864) | Willem van Hessen-Kassel (1787-1867) x 1810 Louise Charlotte van Denemarken (1789-1864) | Willem van Hessen-Kassel (1787-1867) x 1810 Louise Charlotte van Denemarken (1789-1864) | Willem van Hessen-Kassel (1787-1867) x 1810 Louise Charlotte van Denemarken (1789-1864) | Willem van Hessen-Kassel (1787-1867) x 1810 Louise Charlotte van Denemarken (1789-1864) | Willem van Hessen-Kassel (1787-1867) x 1810 Louise Charlotte van Denemarken (1789-1864) | Willem van Hessen-Kassel (1787-1867) x 1810 Louise Charlotte van Denemarken (1789-1864) | Willem van Hessen-Kassel (1787-1867) x 1810 Louise Charlotte van Denemarken (1789-1864)         | Willem van Hessen-Kassel (1787-1867) x 1810 Louise Charlotte van Denemarken (1789-1864)         | Willem van Hessen-Kassel (1787-1867) x 1810 Louise Charlotte van Denemarken (1789-1864) | Willem van Hessen-Kassel (1787-1867) x 1810 Louise Charlotte van Denemarken (1789-1864) |
| Ouders                                                                                         | Christiaan IX van Denemarken (1818-1906) x 1842 Louise van Hessen-Kassel (1817-1898)                                   | Christiaan IX van Denemarken (1818-1906) x 1842 Louise van Hessen-Kassel (1817-1898)                                   | Christiaan IX van Denemarken (1818-1906) x 1842 Louise van Hessen-Kassel (1817-1898)                                   | Christiaan IX van Denemarken (1818-1906) x 1842 Louise van Hessen-Kassel (1817-1898)                                   | Christiaan IX van Denemarken (1818-1906) x 1842 Louise van Hessen-Kassel (1817-1898)                                   | Christiaan IX van Denemarken (1818-1906) x 1842 Louise van Hessen-Kassel (1817-1898)                                   | Christiaan IX van Denemarken (1818-1906) x 1842 Louise van Hessen-Kassel (1817-1898)                                   | Christiaan IX van Denemarken (1818-1906) x 1842 Louise van Hessen-Kassel (1817-1898)                                   | Christiaan IX van Denemarken (1818-1906) x 1842 Louise van Hessen-Kassel (1817-1898)                                   | Christiaan IX van Denemarken (1818-1906) x 1842 Louise van Hessen-Kassel (1817-1898)                                   | Christiaan IX van Denemarken (1818-1906) x 1842 Louise van Hessen-Kassel (1817-1898)                                   | Christiaan IX van Denemarken (1818-1906) x 1842 Louise van Hessen-Kassel (1817-1898)                                   | Christiaan IX van Denemarken (1818-1906) x 1842 Louise van Hessen-Kassel (1817-1898)                                   | Christiaan IX van Denemarken (1818-1906) x 1842 Louise van Hessen-Kassel (1817-1898)    | Christiaan IX van Denemarken (1818-1906) x 1842 Louise van Hessen-Kassel (1817-1898)    | Christiaan IX van Denemarken (1818-1906) x 1842 Louise van Hessen-Kassel (1817-1898)    | Christiaan IX van Denemarken (1818-1906) x 1842 Louise van Hessen-Kassel (1817-1898)    | Christiaan IX van Denemarken (1818-1906) x 1842 Louise van Hessen-Kassel (1817-1898)    | Christiaan IX van Denemarken (1818-1906) x 1842 Louise van Hessen-Kassel (1817-1898)    | Christiaan IX van Denemarken (1818-1906) x 1842 Louise van Hessen-Kassel (1817-1898)    | Christiaan IX van Denemarken (1818-1906) x 1842 Louise van Hessen-Kassel (1817-1898)    | Christiaan IX van Denemarken (1818-1906) x 1842 Louise van Hessen-Kassel (1817-1898)    | Christiaan IX van Denemarken (1818-1906) x 1842 Louise van Hessen-Kassel (1817-1898)            | Christiaan IX van Denemarken (1818-1906) x 1842 Louise van Hessen-Kassel (1817-1898)            | Christiaan IX van Denemarken (1818-1906) x 1842 Louise van Hessen-Kassel (1817-1898)    | Christiaan IX van Denemarken (1818-1906) x 1842 Louise van Hessen-Kassel (1817-1898)    |
| Alexandra van Denemarken (1844-1925) x 1863 Eduard VII van het Verenigd Koninkrijk (1841-1910) | | | | | | | | | | | | | |                                                                                         |                                                                                         |                                                                                         |                                                                                         |                                                                                         |                                                                                         |                                                                                         |                                                                                         |                                                                                         |                                                                                                 |                                                                                                 |                                                                                         |                                                                                         |
| Kinderen                                                                                       | Albert Victor (1864-1892)                                                                                              | Albert Victor (1864-1892)                                                                                              | George (1865-1936) Koning George V x 1893 Mary van Teck (1867-1953)                                                    | George (1865-1936) Koning George V x 1893 Mary van Teck (1867-1953)                                                    | George (1865-1936) Koning George V x 1893 Mary van Teck (1867-1953)                                                    | George (1865-1936) Koning George V x 1893 Mary van Teck (1867-1953)                                                    | George (1865-1936) Koning George V x 1893 Mary van Teck (1867-1953)                                                    | George (1865-1936) Koning George V x 1893 Mary van Teck (1867-1953)                                                    | George (1865-1936) Koning George V x 1893 Mary van Teck (1867-1953)                                                    | George (1865-1936) Koning George V x 1893 Mary van Teck (1867-1953)                                                    | George (1865-1936) Koning George V x 1893 Mary van Teck (1867-1953)                                                    | George (1865-1936) Koning George V x 1893 Mary van Teck (1867-1953)                                                    | George (1865-1936) Koning George V x 1893 Mary van Teck (1867-1953)                                                    | George (1865-1936) Koning George V x 1893 Mary van Teck (1867-1953)                     | Louise (1867-1931) x 1889 Alexander Duff (1849-1912)                                    | Louise (1867-1931) x 1889 Alexander Duff (1849-1912)                                    | Louise (1867-1931) x 1889 Alexander Duff (1849-1912)                                    | Louise (1867-1931) x 1889 Alexander Duff (1849-1912)                                    | Louise (1867-1931) x 1889 Alexander Duff (1849-1912)                                    | Louise (1867-1931) x 1889 Alexander Duff (1849-1912)                                    | Victoria (1868-1935)                                                                    | Victoria (1868-1935)                                                                    | Maud (1869-1938) x 1896 Karel van Noorwegen (1872-1952) Haakon VII van Noorwegen                | Maud (1869-1938) x 1896 Karel van Noorwegen (1872-1952) Haakon VII van Noorwegen                | Alexander (1871)                                                                        | Alexander (1871)                                                                        |
| Kleinkinderen                                                                                  | - | - | David (1894-1972) Koning Eduard VIII x 1937 Wallis Simpson (1896-1986)                                                 | David (1894-1972) Koning Eduard VIII x 1937 Wallis Simpson (1896-1986)                                                 | Albert (1895-1952) Koning George VI x 1923 Elizabeth Bowes-Lyon (1900-2002)                                            | Albert (1895-1952) Koning George VI x 1923 Elizabeth Bowes-Lyon (1900-2002)                                            | Mary (1897-1965) x 1922 Henry Lascelles (1882-1947)                                                                    | Mary (1897-1965) x 1922 Henry Lascelles (1882-1947)                                                                    | Henry (1900-1974) x 1935 Alice Christabel Montagu-Douglas-Scott (1901-2004)                                            | Henry (1900-1974) x 1935 Alice Christabel Montagu-Douglas-Scott (1901-2004)                                            | George (1902-1942) x 1934 Marina van Griekenland en Denemarken (1906-1968)                                             | George (1902-1942) x 1934 Marina van Griekenland en Denemarken (1906-1968)                                             | John (1905-1919) | John (1905-1919)                                                                        | Alastair (1890)                                                                         | Alastair (1890)                                                                         | Alexandra (1891-1959) x 1913 Arthur van Connaught (1883-1938)                           | Alexandra (1891-1959) x 1913 Arthur van Connaught (1883-1938)                           | Maud (1893-1945) x 1923 Charles Carnegie (1893-1992)                                    | Maud (1893-1945) x 1923 Charles Carnegie (1893-1992)                                    | -                                                                                       | -                                                                                       | Alexander Frederik Eduard Christiaan (1903-1991) Olaf V van Noorwegen x 1929 Märtha (1901-1954) | Alexander Frederik Eduard Christiaan (1903-1991) Olaf V van Noorwegen x 1929 Märtha (1901-1954) | -                                                                                       | -                                                                                       |
| Achterkleinkinderen                                                                            | - | - | - | - | Elizabeth II (1926-2022) Margaret (1930-2002)                                                                          | Elizabeth II (1926-2022) Margaret (1930-2002)                                                                          | George (1923-2011) Gerald (1924-1998)                                                                                  | George (1923-2011) Gerald (1924-1998)                                                                                  | William (1941-1972) Richard (1944)                                                                                     | William (1941-1972) Richard (1944)                                                                                     | Edward (1935) Alexandra (1936) Michael (1942)                                                                          | Edward (1935) Alexandra (1936) Michael (1942)                                                                          | - | -                                                                                       | -                                                                                       | -                                                                                       | Alastair (1914-1943)                                                                    | Alastair (1914-1943)                                                                    | James (1929)                                                                            | James (1929)                                                                            | -                                                                                       | -                                                                                       | Ragnhild (1930-2012) Astrid (1932) Harald (1937) Harald V van Noorwegen                         | Ragnhild (1930-2012) Astrid (1932) Harald (1937) Harald V van Noorwegen                         | -                                                                                       | -                                                                                       |